# 260235 Attwood
260235 Attwood este un asteroid din centura principală de asteroizi.

## Descriere
260235 Attwood este un asteroid din centura principală de asteroizi. A fost descoperit pe 12 septembrie 2004 la Observatorul Jarnac din Vail-Jarnac. Asteroidul prezintă o orbită caracterizată de o semiaxă mare de 3,04 ua, o excentricitate de 0,16 și o înclinație de 1,8° în raport cu ecliptica.